# Nowenna przed uroczystością Niepokalanego Poczęcia Najświętszej Maryi Panny

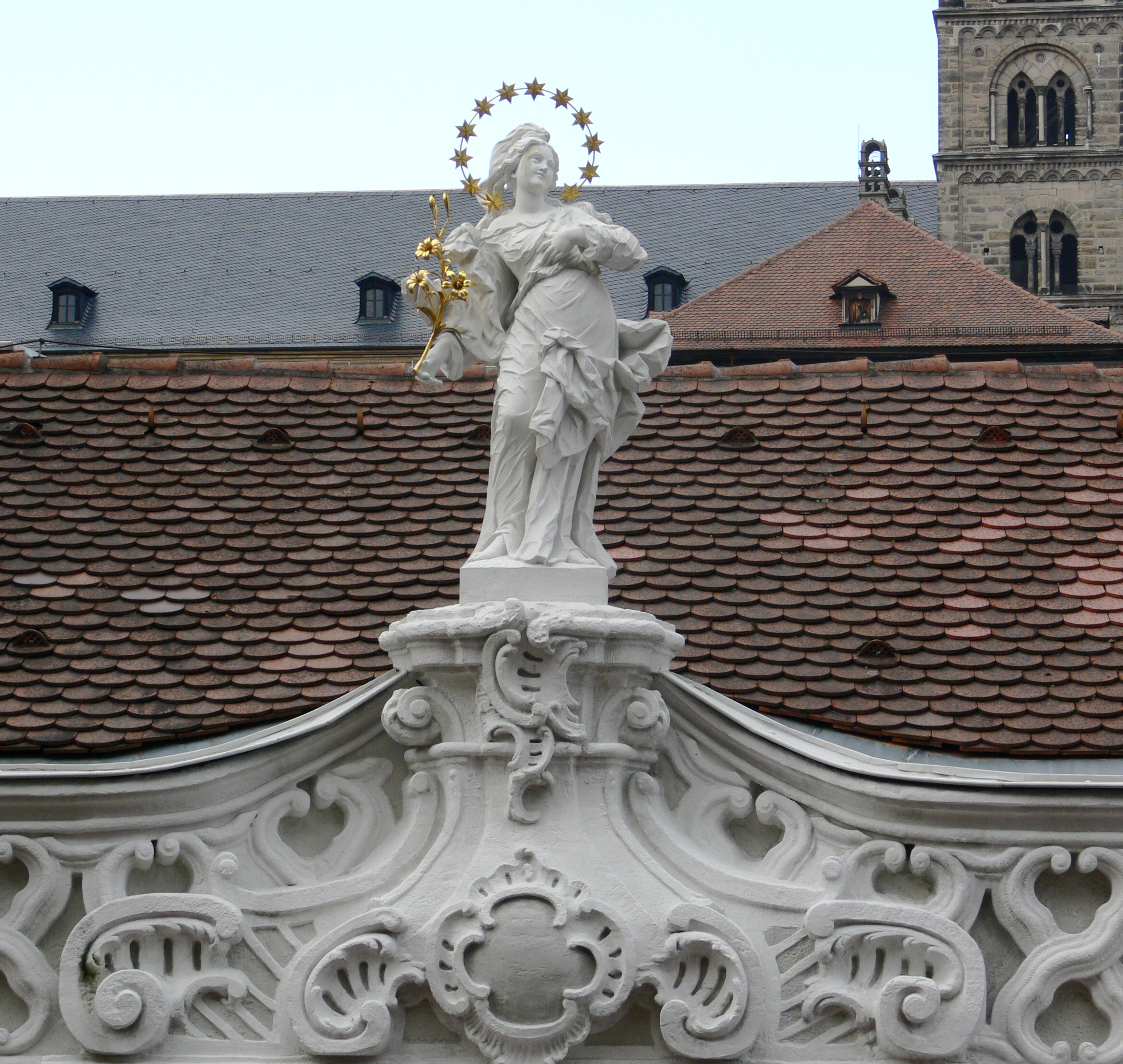
Statua Niepokalanej na dachu Neuer Ebracher Hof w Bambergu

Nowenna przed uroczystością Niepokalanego Poczęcia Najświętszej Maryi Panny – jedno z nabożeństw maryjnych, tak zwanych nowenn wchodzących w skład liturgii katolickiej lub też modlitwa prywatna odprawiana lub odmawiana przez dziewięć (z łac. novem „dziewięć”) kolejnych dni, poprzedzające uroczystość Niepokalanego Poczęcia NMP, którą Kościół katolicki obchodzi w dniu 8 grudnia.
Nowenna ta jest odmawiana przez 9 dni, począwszy od 29 listopada. W przypadku kiedy dzień 8 grudnia wypada w niedzielę, Konferencja Episkopatu Polski może wydać dyspensę na obchodzenie tego święta w drugą niedzielę adwentu.